# Walerian Breański
Walerian Tyburcjusz Breański (ur. 12 kwietnia 1805 w Gaju Małym, zm. 20 sierpnia 1866 w Tarnowie Podgórnym) – polski ksiądz, powstaniec listopadowy, działacz patriotyczny i emigracyjny. Kawaler Orderu Wojennego Virtuti Militari. 

## Życiorys
Był synem Teodora Breańskiego herbu Łabędź i Brygidy z Falęckich. Po ukończeniu seminarium duchownego początkowo był wikariuszem we Wrześni. Brał udział w powstaniu listopadowym. Po jego wybuchu opuścił wikariat, po czym przedostał się do Królestwa Polskiego wziął udział w kilku bitwach: pod Wawrem, Olszynką Grochowską, Tykocinem, Ostrołęką, odznaczył się zwłaszcza w tej ostatniej. Awansował do stopnia kapitana. W dniu 7 czerwca 1831 roku został odznaczony Krzyżem Złotym Orderu Virtuti Militari.
Na emigracji działał najpierw jako członek Młodej Polski – wziął udział w wyprawach frankfurckiej (1833) i  sabaudzkiej (1834). Od 1834 działał w Towarzystwie Demokratycznym Polskim. Jako jego wysłannik kilka razy udawał się do Wielkopolski. Tam założył organizację spiskową.
Od 1848 ponownie w stanie duchownym. Został wikarym w Krobi, a potem proboszczem w Tarnowie Podgórnym. Zmarł 20 sierpnia 1866 w trakcie epidemii cholery, pomagając potrzebującym.